# Gwenny De Vroe
Gwenny De Vroe, née le 23 août 1979 à Bonheiden est une femme politique belge flamande, membre de OpenVLD.
Elle est diplômée en immobilier et courtier immobilier.

## Fonctions politiques
- 2001-     : échevine de Kampenhout
- 2008-     : conseillère provinciale province du Brabant flamand
- députée au Parlement flamand :
  - depuis le 7 juin 2009